# Ẩm thực Huế

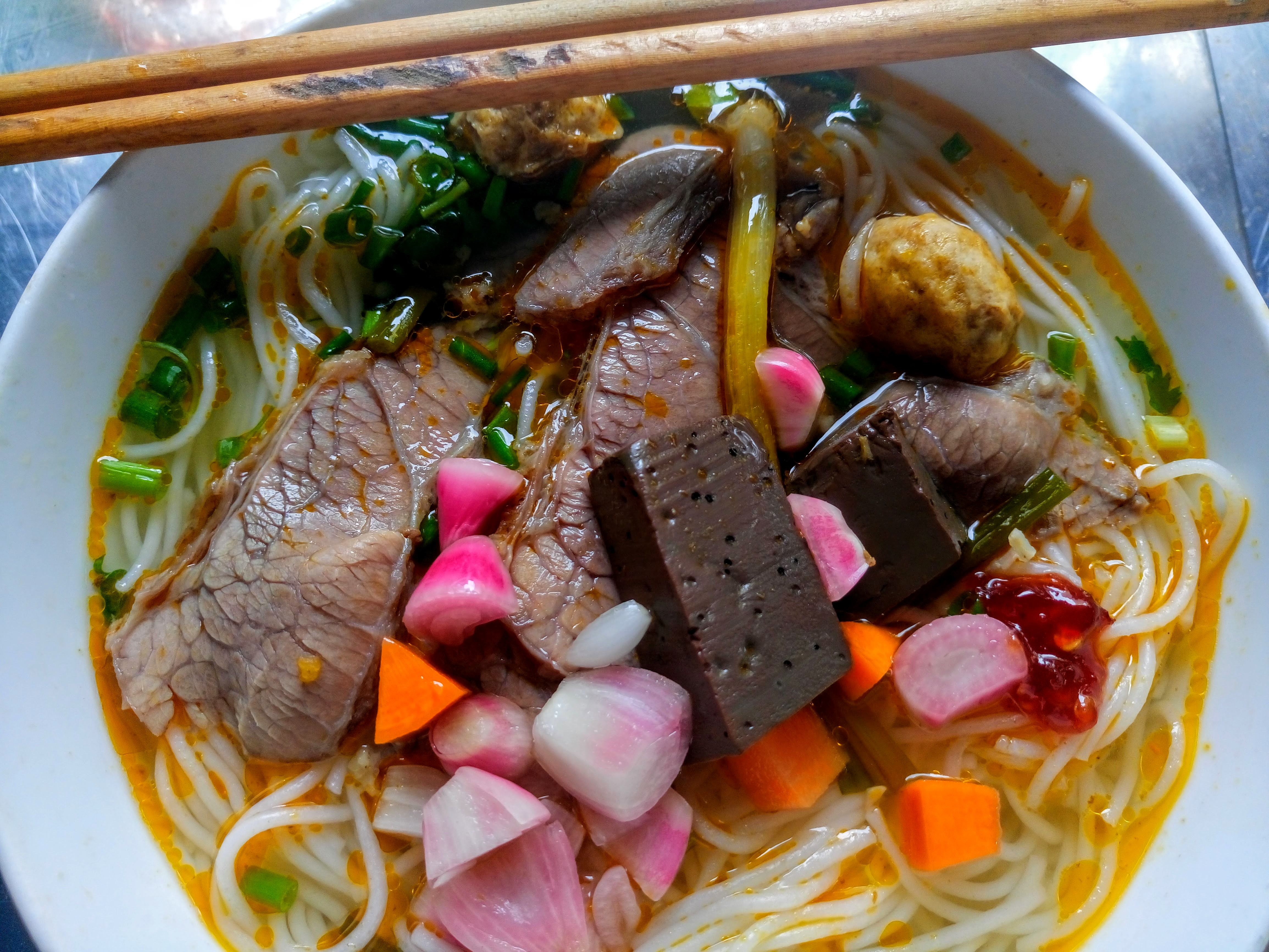
Bún bò Huế, một trong những nét đặc trưng của ẩm thực xứ Huế

Ẩm thực Huế là cách gọi của phương thức chế biến món ăn, nguyên lý chế biến, trang trí, phong cách dọn ăn, mời uống và những thói quen ăn uống nói chung của người Huế, Việt Nam. Theo thời gian, ẩm thực Huế chịu ảnh hưởng của những luồng văn hoá đến từ những cộng đồng dân cư khác nhau và những đặc thù của xứ sở nên mang những sắc thái riêng trở thành một phần của văn hóa Huế cũng như văn hoá Việt Nam với sự lan tỏa của mình.
Nhìn chung, các món ăn kiểu Huế khá cầu kì do chịu ảnh hưởng của văn hoá cung đình và kiểu cách của con người xứ Huế, chú trọng thưởng thức chứ không cốt để ăn cho no, bữa ăn hoặc bữa tiệc, cổ bàn được trình bày mỗi món một chút chút chứ không bày thịnh soạn, la liệt. Bản sắc ẩm thực Huế đã lan toả khắp cả nước với những món ăn đậm đà chất Huế như bún bò Huế, bánh bèo, bánh nậm, bánh lọc, bánh in, cơm hến, chè đậu ván, chè đậu xanh, chè bột lọc (bày bán bình dân ở hẻm đường), bia Huda...

## Yếu tố tác động

### Lịch sử văn hoá
Văn hoá Huế là hội tụ và chịu nhiều ảnh hưởng của những luồng văn hoá đến từ những cộng đồng dân cư khác nhau: 
- Những cuộc di dân vào Huế của khối cộng đồng người Việt để mở cõi phương Nam theo lệnh các vua nhà Lý (1069), nhà Lê (1306) và đặc biệt là từ năm 1558, chúa Nguyễn và tuỳ tùng đã vào trấn thủ Thuận Hoá, nền văn hiến châu thổ sông Hồng, những tập tục như thờ cúng, lễ hội, ma chay, đình đám...đã lần lượt tự hình thành và gắn bó với cộng đồng dân cư trên đất Huế.
- Những năm bôn tẩu đất phương Nam của chúa Nguyễn và hậu duệ, những cư dân phương Nam đã cưu mang và phó tá chúa Nguyễn khôi phục lại cơ đồ, vì thế khi quay về Thuận Hoá lập lại kinh đô, vua Gia Long đã đưa những người này ra Huế để chung hưởng vinh quang. Nền văn hoá phương Nam tuy đến chậm hơn nhưng cũng đã có tác động đến văn hoá Huế.
- Ngoài ra, chính nơi này, cũng đã từng có cộng đồng cư dân Champa sinh sống, và đã lưu lại sau ngày Chế Mân dâng đất.

Những đặc thù của lịch sử Huế, đặc biệt kể từ khi Huế là kinh đô, là nơi sống của tầng lớp đế vương, nơi hội tụ của những tao nhân mặc khách, công hầu khanh tướng... nên miếng ăn, thức uống theo lệ "phú quý sinh lễ nghĩa" đã ảnh hưởng lớn đến ẩm thực Huế  Lưu trữ ngày 3 tháng 6 năm 2012 tại Wayback Machine.

### Địa hình và thổ nhưỡng
Thừa Thiên nói chung nằm trong vùng khí hậu nhiệt đới gió mùa, nhiều nắng, nhiều mưa; địa hình có đồng bằng, biển, đầm phá, đồi núi thấp. Khí hậu Huế khắc nghiệt, đất đai không màu mỡ, nhưng có những vùng đất nhờ vào thời tiết khắc nghiệt lại tạo ra những thực phẩm đa dạng mà trong đó, có "lắm cái ngon lừng danh":
- Cồn Hến: là một cồn đất nổi giữa dòng sông Hương, về mùa mưa lũ thường bị ngập là nơi cung cấp những quả bắp nếp hạt nhỏ, dẻo mềm và bên mép đất cồn, có loài hến thịt ngọt sống bám là thực phẩm cho nhiều món ăn dân giã.
- Cánh đồng An Cựu: nơi thích nghi với giống lúa-gạo Gie, gạo tiến vua.
- Biển Thuận An: cung cấp tôm, cua, cá, mực... để tạo nên những món ăn và chế biến thành nhiều loại mắm như: mắm tôm, mắm ruốc, mắm gạch cua... theo kiểu Huế
- Hệ đầm phá Tam Giang-Cầu Hai: là một vùng nước lợ, nơi cung cấp những thủy sản ngon có tiếng bậc nhất Đông Nam Á[2]: cua gạch, cua khớp, cá hanh, cá dầy...
- Làng quê Nguyệt Biều, Tuần, Kim Long, Hương Cần, Long Thọ...: cứ sau mỗi trận lũ tàn phá, đất lại được bồi đắp một lớp phù sa và mỗi làng lại tạo nên những cây trái đặc biệt khác nhau. Nguyệt Biều với thanh trà, Hương Cần với quýt, Kim Long với măng cụt...
- Hồ Tịnh Tâm, hồ Mưng: là các hào trong và ngoài Hoàng thành, Kinh thành Huế là nơi nhiều loại cá nước ngọt như cá trê, cá tràu...Đây cũng là nơi trồng nhiều sen để cung cấp hạt sen, củ sen, ngó sen...
- Vùng đất An Hoà: và đất nổi tiếng tại Huế với giống heo cỏ thịt mềm, sớ mịn, sắc mướt...để tạo những món ăn như bún bò giò heo, nem chả chợ Cầu...
- Đất Thủy Thanh: có giống gà thơm thịt và béo do nuôi thả trên đồng sau mỗi vụ gặt để tự nhặt thóc rụng ăn.
- Đất bồi ven sông Hương: là nơi trồng rau xanh và sạch, có những loại như: rau muống Kẻ Trài, Poi - rô Bãi Dâu, hành ngò Tây Lộc, Tây Linh...
- Sông Hương: là nơi cung cấp nguồn nước ngọt chủ yếu cho Huế, góp công làm nên những món ăn ngon và nó đã tạo cho con người Thuận Hóa, mà nhất là tại Kinh đô Huế, một thứ ngôn ngữ đặc biệt gọi là "tiếng Huế" và "giọng Huế".

### Con người và truyền thống
Ảnh hưởng tư tưởng Nho giáo, quan niệm "tam tòng, tứ đức" là một chuẩn mực của người phụ nữ Huế xưa. Huế có truyền thống từ bao đời nay là "mẹ dạy con, bà dạy cháu, chị dạy em". Các thiếu nữ quyền quý trước khi xuất giá phải được mẹ rèn dạy "Công Dung Ngôn Hạnh". Chữ "Công" hàng đầu, do đó, cho dù nhà giàu có, nhiều người giúp việc thì các cô gái vẫn phải tập đi chợ, nấu ăn hàng ngày.
Bên cạnh sự dạy dỗ của gia đình, Huế là nơi đầu tiên của Việt Nam thành lập được tổ chức phụ nữ đầu tiên của Việt Nam, đó là "Nữ công Học hội" (thành lập năm 1927, do bà Đạm Phương lãnh đạo). Tổ chức này đã đưa ra tôn chỉ, đường lối sinh hoạt cụ thể, trong đó có việc mở một trường dạy nữ công gia chánh, quy tụ phụ nữ trong cả nước để chia sẻ những kiến thức về may vá, thêu thùa và nấu ăn. Kế tiếp "Nữ công Học hội", trường Nữ sinh Trung học Đồng Khánh là trường nữ sinh đầu tiên của Việt Nam được thành lập tại Huế dưới thời vua Khải Định. Dù thời gian này, chương trình nghiêng nặng về học tiếng Pháp, lịch sử Pháp, văn hoá Pháp...nhưng trường vẫn có mảng nữ công gia chánh dành cho nữ sinh.
Giữa thế kỷ 20, Hoàng Thị Kim Cúc, vị giáo sư gia chánh xuất sắc nhất của trường Đồng Khánh, đã giới thiệu được 600 món ăn Huế trong đó có 125 món chay, 34 loại canh, 50 món tráng miệng, 47 loại bánh, 70 loại mứt, 30 loại gia vị, v.v. đặc biệt là bà Kim Cúc giới thiệu được 60 thực đơn hoàn chỉnh của bốn mùa xuân hạ thu đông Huế đã trở thành mẫu mực cho các thế hệ nội trợ Việt Nam

### Làng nghề
Ẩm thực Huế được biết đến qua thời gian bởi những gia đình có truyền thống nấu nướng, những đầu bếp giỏi và những làng nghề nổi tiếng, với những món đặc sản địa phương.
Làng Kim Long với các loại bánh in, bánh gấc, bánh phu thê, bánh ít đen...; làng bánh ướt chợ Thông; làng bánh gói chợ Cầu.
Làng Nam Phổ với món bánh canh Nam Phổ, làng bún Vân Cù với những sợi bún trong và mềm đã theo chân người làng toả đi từ tinh mơ để phục vụ bữa điểm tâm cho người dân Huế.

## Những thức uống của người Huế

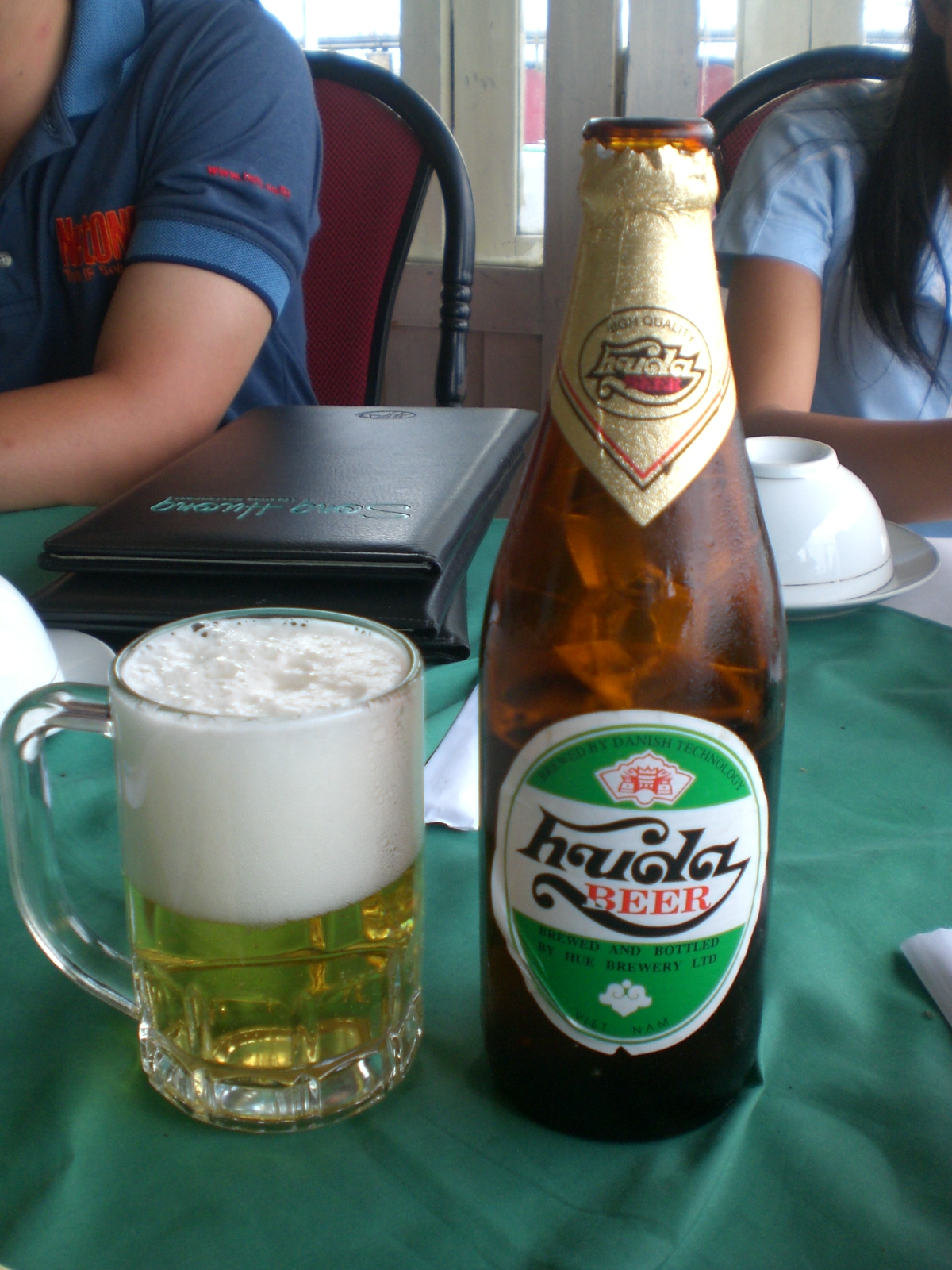
Bia Huda sản phẩm bia mang thương hiệu Huế

Trong đời sống hàng ngày cũng như trong tế lễ, yên tiệc, đình đám...việc sử dụng thức uống luôn là như cầu không thể thiếu. Ngoài nước uống đơn giản từ các nguồn nước như nước sông, nước giếng, nước mưa...người Huế xưa thường dùng thêm những thức uống khác như:
- Rượu gạo, rượu nếp: Đối với dân dã, việc lựa chọn nguyên liệu từ gạo hoặc nếp, nấu chín, ủ men, chưng cất thành rượu diễn ra giản đơn. Nhưng đối với vua chúa, nhưng công việc này thường phải kỹ công hơn và do Bộ Nội vụ tuyển nấu, thành phẩm được canh gác cẩn mật. Hơn thế nữa, trong mỗi sự kiện thì mỗi loại rượu được sử dụng, ví dụ như: rượu để cúng tế trời đất, rượu để khoản đãi sứ thần, rượu ban tặng cho quan lại hay khi hoàng tử hoặc công chúa lập gia thất...là khác nhau.
- Rượu ngâm sâm, rượu ngâm hoa quỳnh.
- Rượu thuốc, Minh Mạng thang:
- Trà hoặc chè xanh:
- Trà tim sen
- Nước đậu ván rang
- Nước lá "Mùng Năm"
- Nước uống cho sản phụ

Xã hội phát triển, những sinh hoạt trong cuộc sống cũng đổi thay, trong đó có đổi thay về thú vui ẩm thực. Các thức uống thời hiện đại khởi nguồn từ việc người phương Tây đặt chân đến Huế và mang theo văn hoá phương Tây, tác động đến sinh hoạt của người Huế:
- Rượu vang, rượu ngoại
- Cà phê (đặc sản của Huế là món cà phê muối đang là xu hướng thịnh hành)
- Trà Lipton
- Bia (Bia Huda)
- Đồ uống chiết xuất từ trái cây: nước mía, nước cam, sữa đậu nành...
- Đồ ăn du nhập từ phương tây như bánh mì ốp la, bánh crepe....
- Bánh ép Thuận An là thứ thức ăn phổ biến ở người sống gần cửa biển Thuận An

## "Hệ" ẩm thực

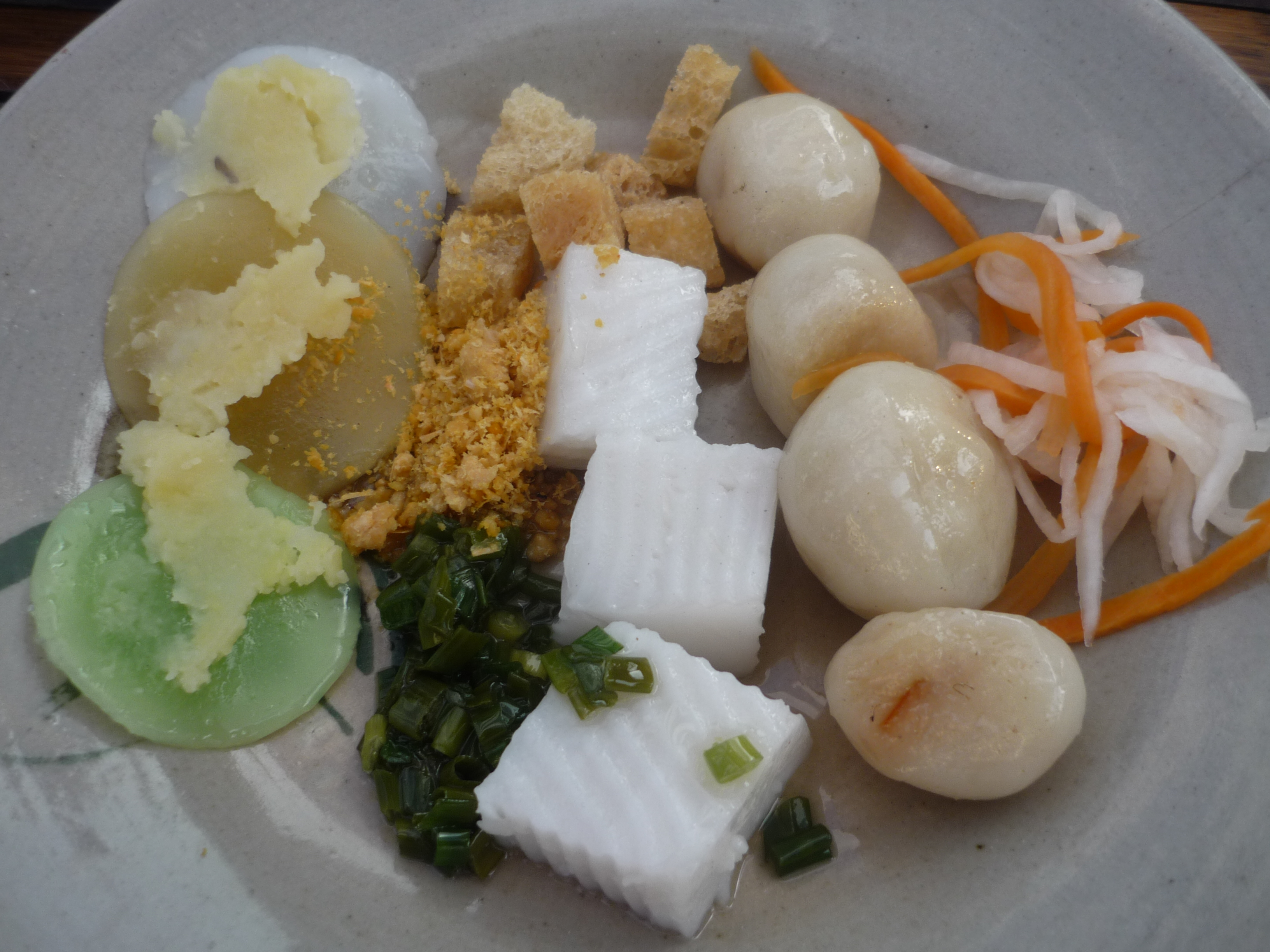
Một số bánh trái của Huế

Lê Nguyên Lưu cho rằng: "Đối với Huế, ăn uống cũng là một loại hình văn hoá" và chia ẩm thực Huế làm hai hệ, ẩm thực cung đình và ẩm thực dân gian. Thật ra, ẩm thực cung đình cũng là ẩm thực dân gian được nâng cao lên, và đến lượt ẩm thực cung đình ảnh hưởng trở lại làm thay đổi chất lượng của ẩm thực dân gian bởi đầu bếp cung đình cũng là những người khéo tuyển mộ từ dân gian
Tại hội chợ Huế Xuân 2005, một hội thảo về văn hóa ẩm thực Huế, truyền thống và hiện đại, đã được tổ chức trong ba ngày 15, 16, 17 tháng 1 năm 2005 với sự tham dự của đông đảo nhà Huế học, nhà nghiên cứu văn hóa Huế, nhà văn, doanh nhân, giám đốc các công ty du lịch, khách sạn, các chủ nhà hàng tư nhân nổi tiếng ở Huế. Hội thảo cho thấy món ngon xứ Huế là một kết hợp hài hòa món ngon Chăm cổ với món ngon Việt cổ, món ngon Mường cổ, món ngon dân gian Huế lâu đời và nhiều món ngon nhất cả nước, được đưa về Phú Xuân Huế dâng chúa, tiến vua.
Theo thống kê, Việt Nam có khoảng 1.700 món ăn thì xứ Huế có tới 1.300 món gồm: món ăn dân gian, món ăn cung đình và món ăn chay.

### Ẩm thực cung đình
Trong cung đình, việc tổ chức các món ăn trong mỗi bữa thành một "phương thang" để vừa bổ dưỡng, vừa trị bệnh là trách nhiệm của viện Thái Y.
Thành lập năm 1802, "Nội Trù thuyền" trực thuộc vệ Thị Nội do bộ Binh quản lý, năm 1808 cơ quan này đổi tên là "Tư Thiện đội" và năm 1802, dưới triều Minh Mạng gọi là "Thượng Thiện đội" là một bộ phận chuyên lo việc bếp núc, từ mua sắm thức ăn, nấu nướng, chuẩn bị bát đĩa, tăm, thìa cho bữa ăn của vua và cúng giỗ của hoàng gia. Nhân viên đội Thượng Thiện có khoảng 50 người, phải chịu nhiều "điều cấm" để bảo đảm an toàn trong việc ăn uống và đặt dưới sự giám sát của viện Thái Y.
Bên cạnh đội Thượng Thiện, trong cung còn có viện Thượng Trà chuyên trách việc cung cấp đồ uống cho vua và cúng giỗ của hoàng gia.
Vua Gia Long được ghi nhận là ăn uống giản dị nhất "nhà vua không bao giờ uống rượu, bữa ăn chỉ gồm ít thịt, cá, cơm, rau, bánh, trái. Khi vua ăn không ai được ngồi cùng, kể cả hoàng hậu", ngược lại vua Đồng Khánh thì nhiêu khê hơn, hàng ngày: "ăn cơm 3 lần...mỗi buổi ăn có 50 món khác nhau do 50 người đầu bếp nấu và mỗi người lo nấu món riêng của mình, khi chuông đổ thì trao cho thị vệ đưa qua đoàn thái giám..."
Một số món ngự thiện đã được đưa vào ca Huế qua điệu Nam Ai, liệt kê gồm: nem công, thấu thỏ, xôi vò, nham bò, trứng gà lộn, khum lệt, xào lươn, bó sò trâu. Chiên cua gạch, hầm câu, cao lầu, kho tàu, thịt quay, dưa gia, kiệu thịt phay, gầm ghì, măng cày. Hon hôn, nướng sẻ, um cò, tao sò, mực trộn, gân chân vịt, giò nai, cháo hải sâm. Kim châm, da bì, bánh mì tây.... Địa phương Huế còn có loại "gạo de An Cựu" dành để tiến vua.
Ngoài những món chế biến từ nguyên liệu mua từ các chợ kinh kỳ, một số đặc biệt quý hiếm hay lạ do địa phương khác cống nạp. Ở ngoài Bắc thì có giống nhãn tiến từ Hưng Yên. Bát trân là tám món quý gồm yến sào (tổ chim yến), hải sâm (đỉa biển), bào ngư (cửu khổng), hào xi, lộc cân (gân nai), tê bì (da tê giác), hùng chưởng (tay gấu)...

### Ẩm thực dân gian

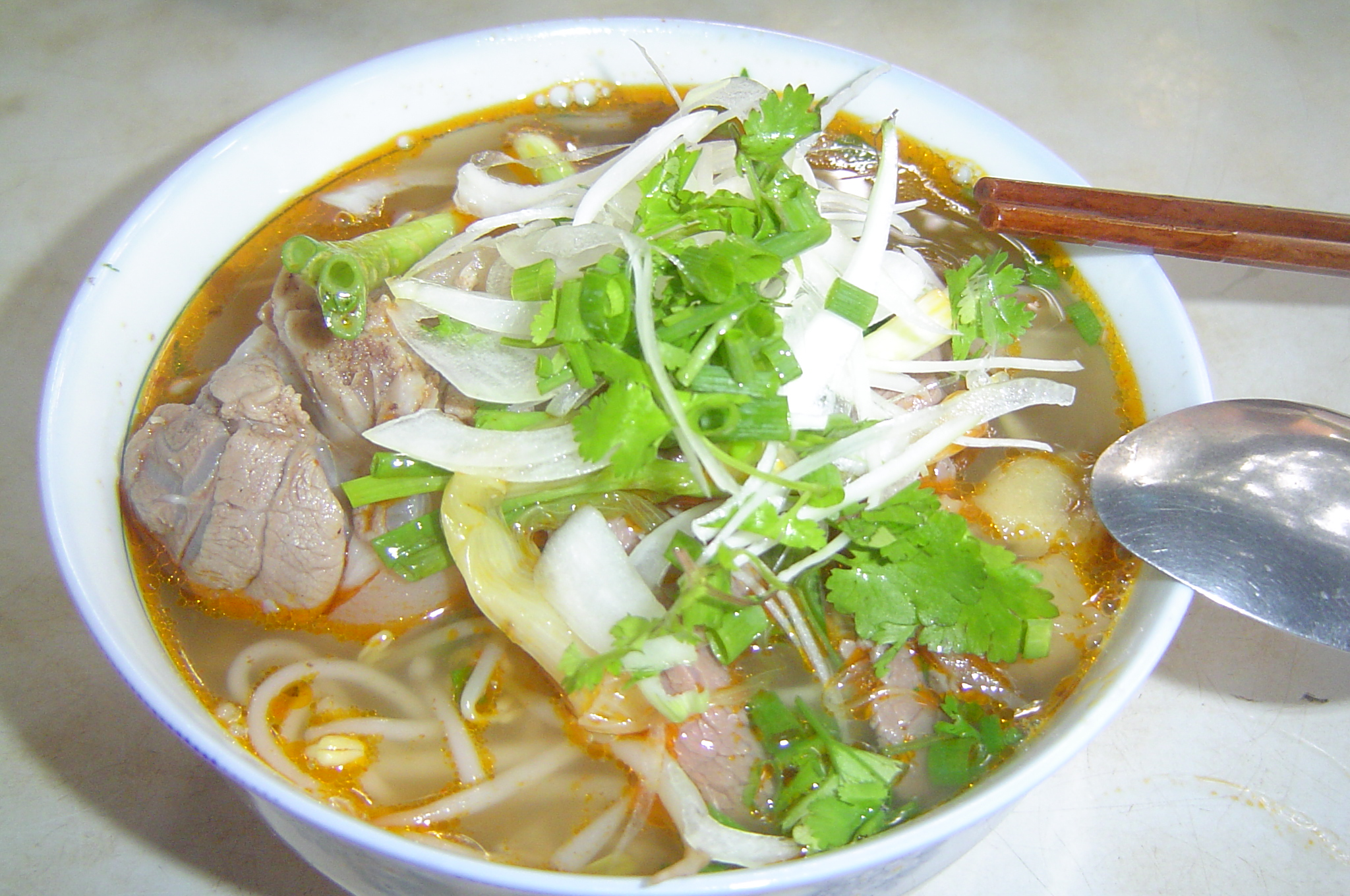
Một tô "bún bò giò heo"

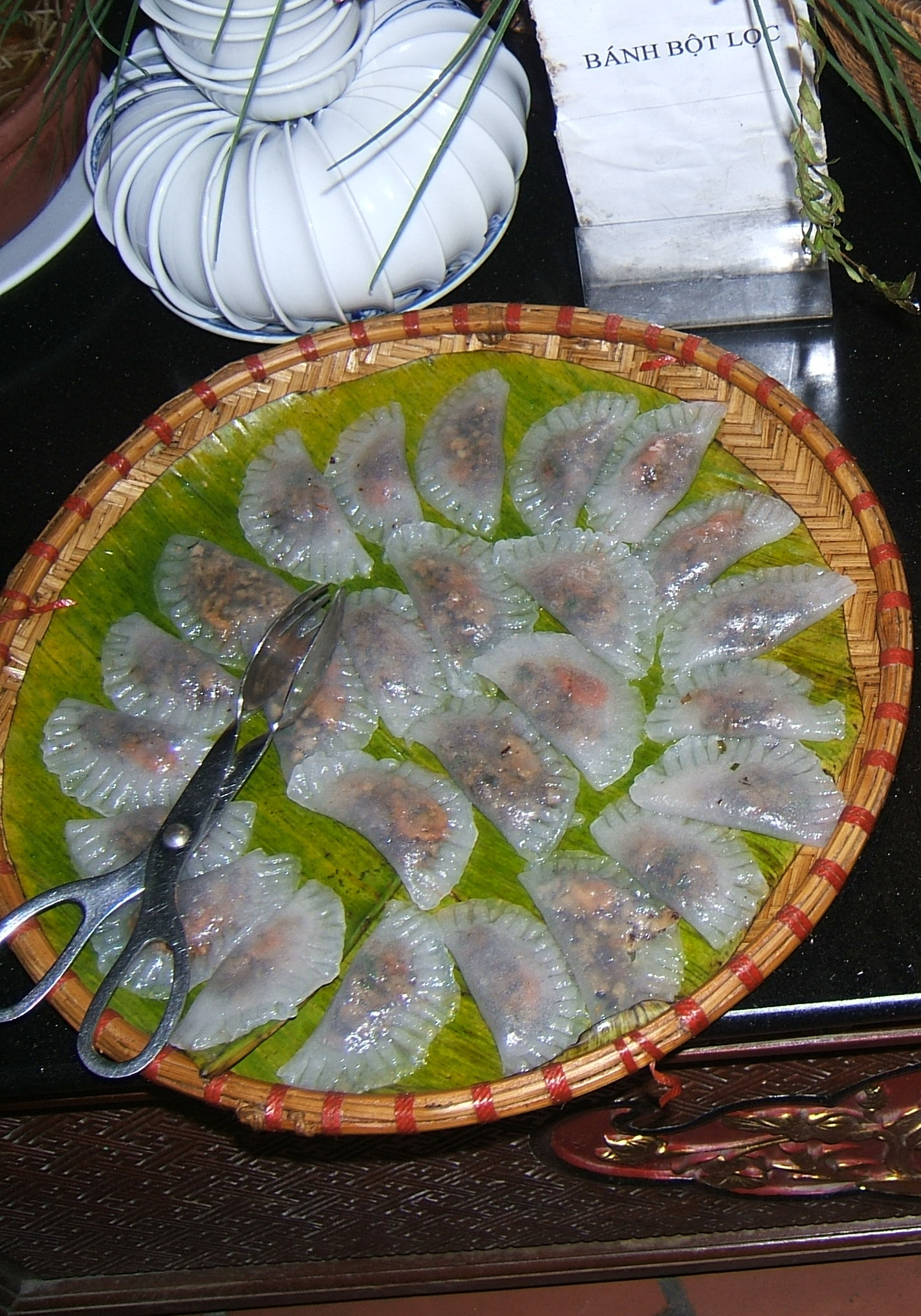
Bánh bột lọc

Ẩm thực dân gian Huế và ẩm thực cung đình Huế có những nét tương đồng bởi những người đầu bếp của hoàng cung cung xuất thân từ dân gian mà ra và các nguyên liệu ở nội trù cũng được mua ngoài phố chợ trừ một vài loại quý hiếm. Ở nông thôn, đa số là gia đình lao động trên đồng ruộng hay bách nghệ, người dân tuy cần chất lượng hơn mỹ thuật, bữa ăn thường ngày đơn giản là cua đồng, cá ruộng, rau vườn tuy nhiên khi cần thanh nhã như tiệc, kỵ giỗ...thì đầu bếp vẫn có thể thực hiện những món ăn tinh xảo.
Ngoài những nét đặc trưng tổng quát của ẩm thực Việt Nam ẩm thực dân gian Huế mang những đặc trưng riêng, nổi bật. Một là tính đa dạng, trên mỗi bữa ăn thường với nhiều chất liệu thịt, cá, rau quả và được thể hiện qua nhiều món như canh, kho, luộc, nướng, xào, hấp...Hai là tính mỹ thuật, dù giàu nghèo, mâm cơm bao giờ cũng sắp xếp gọn gàng, tươm tất trên bàn, trên phản, chõng hay trên chiếc chiếu trải giữa nhà; lễ tiệc phải chú ý bày biện, phối hợp màu sắc của các thực đơn để hấp dẫn người ăn. Thứ ba là tính tập thể, tất cả các món đều được bày ra hết, nhất là trọng kỵ giỗ và có thể chúng được bày chồng lên nhau, mỗi mâm cỗ dành cho nhiều người. Thứ tư là tính tinh tế và ngon lành, kế cả món mặn lẫn món chay, và để thu hút thực khách, người Huế thường đặt tên cho món ăn những tên gọi đầy hoa mỹ.

### Món chay
Huế có khoảng 108 ngôi chùa và hơn 300 Niệm Phật đường, người Huế theo Đạo Phật là chủ yếu. Những tu sĩ thực hiện chế độ ăn chay trường, nhưng tín đồ thì có thể theo tâm nguyện mà ăn chay 2,4,6 ngày trong một tháng, hoặc ăn chay 3 tháng hoặc có những người lại ăn chay trường như tu sĩ. Huế là kinh đô xưa, hàng năm vua chúa cũng phải ăn chay trong tuần tế đất trời mà với đối tượng này, việc chế biến món chay đòi hỏi phải thật tính tế và hình thức làm sao để tạo sự hấp dẫn khi ăn. Đó là những lý do để món chay Huế phát triển và bảo tồn đến nay. Những món chay được chế biến với những nguyên liệu chủ yếu từ nhóm tinh bột như gạo, sắn, khoai...; các loại rau xanh; các loại đậu nành, đậu lạc, mè và các loại nấm nhưng khi qua chế biến trở thành những món ăn đặc sắc.

## Nghệ thuật chế biến và thưởng thức
Ẩm thực Huế có một chiều sâu mang đậm nét bản sắc của một vùng đất từng là kẻ chợ, thanh lịch, nhẹ nhàng và tùng tiệm. Người Huế ăn uống gắn liền với ba tiêu chí là: rẻ, ngon và nhất là phải đẹp, người Huế đã chia ăn uống thành ba bậc: khẩu thực, nhãn thực và tâm thực. "Khẩu thực" là cách ăn bằng miệng, để tồn tại, "nhãn thực" là thưởng thức bằng mắt và "tâm thực", nghĩa là ăn bằng cả tấm lòng mình.

### Chọn thực phẩm
Những người làm công việc nội trợ ở Huế, thường có những kinh nghiệm chọn lựa thực phẩm theo một số yêu cầu nhất định:
- Phương thức "mùa nào thức nấy": có nghĩa là phải chọn những thực phẩm theo đúng mùa, thực phẩm phải tươi. Dưới góc độ khoa học được lý giải là vì thực phẩm nếu được nuôi trồng trong điều kiện thuận lợi thì nó sẽ phát triển tốt và cho nhiều dinh dưỡng hơn. Bên cạnh đó, nếu thực phẩm trong mùa thu hoạch giá mua sẽ rẻ hơn. Vì thế, vào mùa xuân, người Huế thường chọn mua rau quả: đậu ngự, bắp, hoa thiên lý, ngọn bí ngô, rau muống, rau sam, rau ngót, bầu, bí...; động vật: khuyết biển, cá cu, cá cam, cua khớp, tôm đất, mực nang, chim sẻ... Mùa hạ thời tiết nắng gắt, người Huế thường chọn những thức ăn giải nhiệt như: vịt tháng năm, cá thệ, cá bống, cá kình, cá đối, cá thu... rau muống và trái cây như thơm, mít, mãng cầu, măng cụt... Mùa thu là mùa thu hoạch của củ sen, hạt sen, nhãn lồng, thanh trà; là mùa của cá nước lợ: cá đối, cá hanh, cá dầy, cá mú, cá hồng... Mùa đông là mùa của mưa lụt lê thê, là mùa của cá khô, tôm khô, khuyết khô và các loại mắm thính, mắm nêm, mắm cà...; là mùa của những loại cá vượt lũ như cá giếc, cá rô, cá cấn, cá mại, cá chình, lươn...
- Nguyên tắc phù hợp túi tiền chi trả: với quan niệm đó, nếu nhà giàu thì mua tôm sú, cua gạch, thịt cá... thì nhà nghèo có thể mua con tép, con rạm, đậu khuôn, mùng tơi, bông ngót...để phù hợp với túi tiền nhưng vẫn bảo đảm chất lượng bữa ăn.
- Nguyên tắc mua thực phẩm phù hợp với đối tượng ăn: đây là những kiến thức sơ đẳng y dược mà người nội trợ cần biết bởi thức ăn cho người cao tuổi, trung niên, em bé, sản phụ... là không hoàn toàn giống nhau. Bên cạnh đó, nếu khách hoặc nhà có người theo tôn giáo thì cần phải chọn những món ăn phù hợp...

### Phối hợp nguyên liệu và gia vị
- Khi phối hợp thực phẩm chính và phụ, những nguyên tắc được áp dụng. Thứ nhất là sự hạp mùi hoặc kích cho nguyên liệu chính thơm hơn, đậm đà hơn, ví dụ cá thệ nấu canh thơm, chè kê nấu với đậu xanh, cá tràu nấu măng chua...Thứ hai là những thực phẩm có mùi nặng, có độc tố phải có biến pháp xử lý trước khi phối hợp, ví dụ: măng tươi phải luộc trước, đổ nước trước khi kho với vịt...
- Khi phối hợp gia vị, có những nguyên tắc: Thứ nhất là phải đảm bảo đúng loại gia vị khi dùng, gà - lá chanh; canh bí đao - hành; mít non - lá sân hoặc lốt; bí ngô - tỏi...Thứ hai là gia vị đúng liều, người nấu phải gia giảm theo mùa, theo thời tiết và theo khẩu vị người ăn. Nấu bún bò thì mùa hè phải giảm bớt lượng sả, nấu cho nông thôn thì thường thêm ruốc nhiều vì người nông thôn ăn mặn hơn người thành thị...Thứ ba là phối hợp gia vị đúng lúc, đúng cách. Gia vị cho vào trước khi nấu như muối, nước mắm, đường, một số gia vị như gừng, riềng, nghệ thì giã vắt lấy nước cho vào mà không lẫn xác vì sẽ làm đắng món ăn. Gia vị cho vào trong khi nấu như là đường cho vào nồi chè khi đậu đã mềm; ngũ vị hương, hoa hồi, quế.. phải cho vào túi vải thô, cho vào nồi và khi toả đủ hương thì lấy ra...Gia vị cho vào khi kết thúc nấu như hành, ngò để bảo lưu màu sắc và hương thơm khi dọn ăn; tiêu, rượu...cũng chỉ cho vào khi thức ăn đã nguội một phần.

### Chế biến
Người Huế ý thức rằng, nấu ăn phải nấu bằng cái tâm, do đó quy trình chế biến món ăn phải thể hiện sự đồng bộ từ khâu lựa chọn thực phẩm, sơ chế, ướp tẩm gia vị, chế biến qua nhiệt...để được một món ăn hoàn hảo.
Việc sơ chế của người Huế trong nấu nướng nhằm đảm bảo những yêu cầu tối thiểu, là phải loại bỏ những phần kém chất lượng, lưu dụng phần ngon; loại bỏ những thực phẩm nhiễm bẩn; bảo lưu tối đa các chất dinh dưỡng và một phần quan trong nữa là cắt thái đẹp, bảo lưu màu sắc tăng tính thẩm mỹ.
Một số kinh nghiệm của người Huế trong việc sơ chế thực phẩm như là đối với cá, sau khi đánh vảy, móc măng, làm ruột...thường rửa cá qua rượu gừng để khử tanh, khử nhớt và lau khô bằng vải sạch trước khi tẩm ướt. Tôm cho dù có lột vỏ hay không nhưng phải nhớ rút bỏ đường gân đen ở lưng để loại bỏ mùi tanh, lươn thì khi sơ chế phải làm sạch nhớt và đừng quên loại bỏ ruột.
Đối với rau xanh, sạch thì không nên ngâm lâu trong nước vì mất chất, đối với rau củ khi cắt gọt phải ngâm sâu trong nước để tránh bị tối màu. Các loại hạt khô phải ngâm nước cho trương nở giúp nấu nhanh và loại bỏ hạt sâu, mọt hoặc sượng...

### Hợp lý trong sử dụng dụng cụ
Một người chế biến giỏi ngoài bàn tay khéo léo, thực phẩm tươi ngon còn cần những dụng cụ chế biến hợp lý. Nhà bếp luôn trang bị và sử dụng rạch ròi dụng cụ giữa những món mặn, món chay, món ngọt...Thớt làm cá thì không để dùng cắt rau hay bổ trái cây, khay đựng thực phẩm tươi sống xong thì không dùng để những món đã được nấu chín...Nhà bếp sạch sẽ, gọn gàng là một trong những câu chuyện mà những bà mẹ người Huế quan tâm khi tìm hiểu về cô gái sắp làm dâu nhà mình, với ý sẽ nói lên tính cách của người phụ nữ trong gia đình ấy.

### Nghệ thuật trang trí

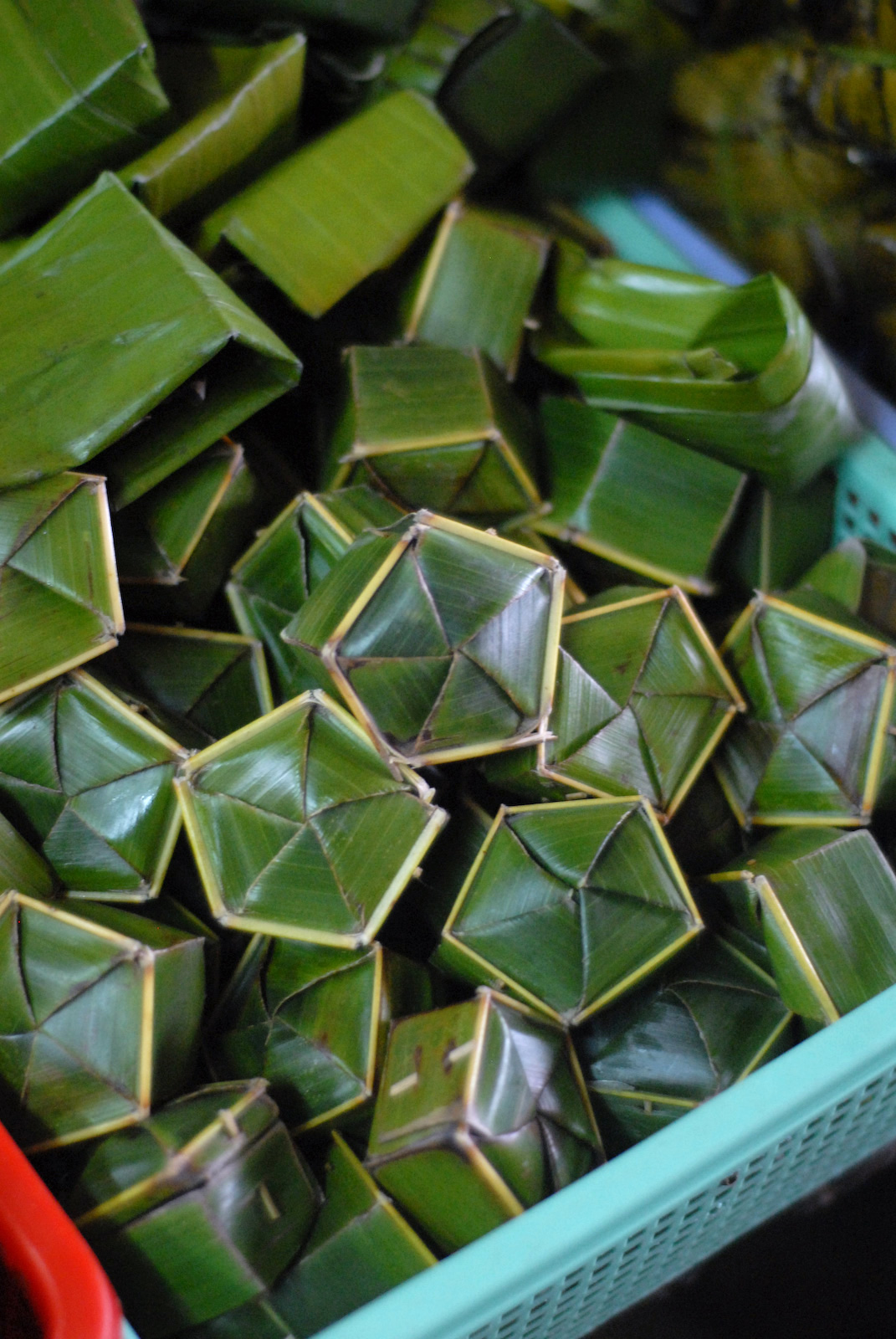
Bánh phu thê với lá gói truyền thống ở Huế.

Người Huế lại tỏ ra sành điệu trong ăn uống không chỉ trong khâu chọn nguyên vật liệu mà còn cầu kỳ từ việc nêm nấu chế biến cho đến cách bày biện trang trí, cứ như mỗi món ăn được nâng lên hàng một tác phẩm nghệ thuật. 
Để làm những việc đó, người Huế chú trọng:
- Sắc màu của từng món nấu: Phải bảo đảm được tối đa màu tự nhiên của thực phẩm, quả cà chua phải đủ độ chín đỏ tươi, quả dưa leo phải xanh non mượt mà, quả vả phải non và tươi để có được "thịt trắng, tâm hồng"...Người Huế thường phối màu cho những món ăn từ những vật liệu thiên nhiên như ngâm nếp vào là rau ngót già cho bánh có màu xanh, dùng mật mía thắng để cá kho rim vàng, dùng lòng đỏ trứng gà để miếng chả tôm thêm đỏ...Sắc màu dụng cụ dọn ăn: người Huế thường dùng đồ gốm trắng, hoặc gốm trắng vẽ men xanh đa dạng chủng loại và kích thước. Cùng với việc lựa chọn dụng cụ hợp lý về kích thước, đúng loại và màu hợp lý với màu thực phẩm sẽ làm cho món ăn thêm đẹp.
- Trang trí: Không lạm dụng việc trang trí để làm mất vệ sinh món ăn, sử dụng hoa lá, củ quả thiên nhiên để trang trí và chủ đề chính của món ăn không bị vật trang trí che khuất là ba yêu cầu của việc trang trí trong ẩm thực Huế. Bên cạnh đó, việc cắt thái sản phẩm, tạo hình thực phẩm theo tính đồng dạng, đồng đều kích cỡ cũng làm tăng vẻ thẩm mỹ của món ăn. Một đĩa thịt heo luộc của người Huế thường cắt lát mỏng và xếp được đều lên chiếc đĩa; còn gà quay vàng nhưng khéo sắp xếp vẫn tạo dáng như nó đang chắp cánh bay...

### Phong cách dọn ăn, mời uống
Thực đơn theo lối Huế thường rất nhiều món. Nếu như vua chúa mỗi bữa có 50 món thì dân dã bình thường với trên 10 món cũng là chuyện bình thường vì mỗi món chỉ nấu với số lượng ít. Cách dọn các món trong mâm cơm thường thấy trọng tâm là tô canh, các món khác xếp xung quanh. Ngồi ở vị trí chính là các vị cao tuổi, vị trí xa hơn là người có vai vế thấp dần. Người mẹ hoặc con dâu ngồi gần nồi cơm để phục vụ gia đình. Nếu là giỗ chạp thì thường có mâm thượng, mâm hạ dành cho nhiều đối tượng theo tuổi hoặc địa vị. Vào bữa ăn, người nhỏ phải mời người lớn hơn trước khi ăn, một món ngon nếu người cao tuổi chưa đụng đũa thì trẻ nhỏ không được gắp. Ngồi ăn phải ngồi ngay ngắn, không chồm người để gắp, không gắp quá nhiều lần một món ăn, không vừa nhai vừa nói, không nhai nhồm nhàm và phát âm thanh khi nhai...Chủ nhà không buông đũa trước khách, ăn xong trẻ nhỏ rót nước mời ông bà...Tất cả đều từ khuôn phép mà lâu ngày thành thói quen trong phong cách dọn ăn, mời uống của người Huế xưa và ngày nay vẫn còn ở một số gia đình.

## Một số đặc sản Huế
- Cơm hến: Cơm nguội với những con hến nhỏ là vị chủ của cơm hến, hến được xào kèm theo bún tàu (miến), măng khô và thịt heo thái chỉ. Món thứ ba trong cơm hến là rau sống làm bằng thân chuối hoặc bắp chuối xắt mảnh như sợi tơ, trộn lẫn với môn bạc hà, khế và rau thơm thái nhỏ, có khi còn điểm thêm những cánh bông vạn thọ vàng, nhìn tươi mắt và có thêm mùi hương riêng. Nước luộc hến được múc ra từ chiếc nồi bung bốc khói nghi ngút bằng chiếc gáo làm bằng sọ dừa xinh xắn, cho vào đầy một cái tô đã có đủ cơm nguội, hến xào, rau sống và được gia thêm đủ vị đồ màu. Nước hến có giã thêm gừng, màu trắng đùng đục. Bộ đồ màu của cơm hến gồm 10 vị: ớt tương, ớt màu, ruốc sống, bánh tráng nướng bóp vụn, muối rang, hạt đậu phộng rang mỡ giã hơi thô thô, mè rang, da heo rang giòn, tóp mỡ, vị tinh.

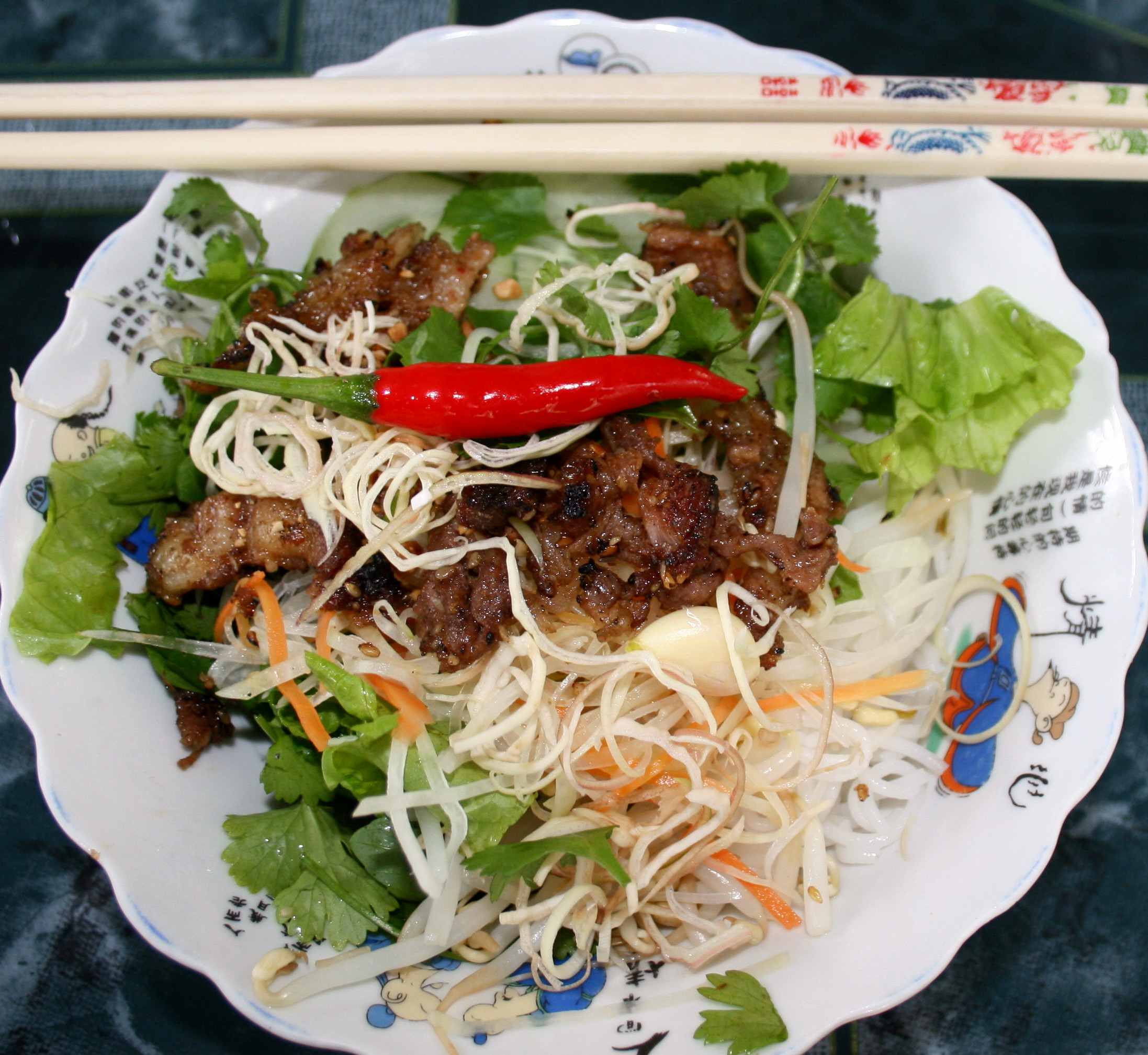
Bún thịt nướng

- Bún bò Huế: Con bún làm bằng gạo xay có pha ít bột lọc nên con bún trắng hơi trong và săn hơn, con bún Huế lại to hơn các nơi khác. Một tô bún giò hay bún bò hấp dẫn thực khách chính là nhờ chất nước ngon ngọt và thơm. Nước bún nấu với những miếng móng giò heo mềm nhừ, với một chút màu trắng của những cọng giá và màu xanh của rau sống, thêm gia vị để vừa cay, vừa nóng, vừa nghe vị ngọt của nước bún của thịt.
- Bánh bèo: Nguyên liệu làm bánh chỉ là gạo xay thành bột mịn, đem trộn với nước, chờ vài phút để có độ dẻo vừa phải, sau đó múc vào từng chén nhỏ, xếp vào vỉ đem hấp chín bằng hơi. Khi bánh chín, cho thêm gia vị như: tôm giã thật nhỏ, một ít dầu béo thực vật rưới lên chén bánh trước khi ăn. Nước chấm bánh bèo được nấu từ tôm tươi nên vừa có vị ngọt, vừa béo.

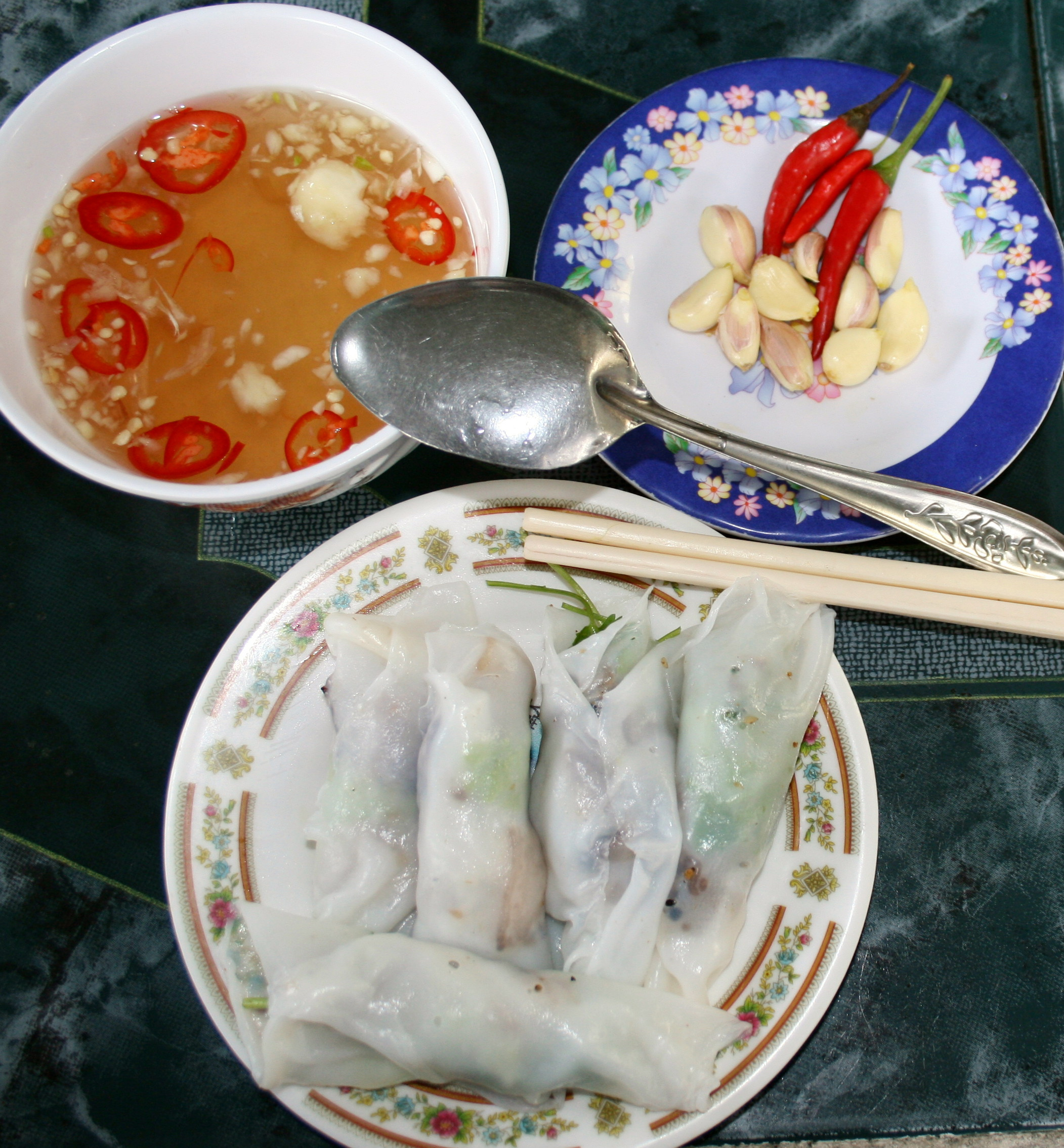
Bánh ướt thịt nướng

- Bánh ướt thịt nướng: Bánh ướt làm bằng bột gạo có pha bột lọc, tráng mỏng hơn. Thịt để nướng thường là thịt heo ba chỉ thái mỏng, ướp tiêu, hành, nước mắm, ngũ vị hương, mè. Thịt ướp sau vài giờ thì đem kẹp, nướng trên bếp than đỏ hồng cho đến khi đủ độ chín, dậy mùi thơm. Lấy thịt nướng này kẹp với rau thơm, giá, xà lách làm nhân để cuốn bánh ướt. Bánh ướt thịt nướng Kim Long ngon, hấp dẫn là nhờ chấm với loại nước chấm hết sức đặc biệt, được các chủ hàng chế biến từ nước mắm nguyên chất, đường, chanh, tỏi, ớt... như một bí quyết được lưu truyền qua nhiều thế hệ.
- Bánh khoái: Bánh khoái đổ bằng bột gạo xay đánh sệt với nước và lòng đỏ trứng, sau đó thêm tiêu, hành, mắm, muối, tôm bóc vỏ, thịt bò nướng thái lát, mỡ thái lát nhỏ, giá sống. Khuôn bánh khoái làm bằng gang hình tròn, to bằng hai bàn tay trẻ con có cán cầm. Khi nào có khách ăn, nhà hàng mới bắc khuôn lên lò đổ bánh. Múc một muôi bột trứng đổ vào khuôn nóng đã tráng mỡ, bột chín vàng rơm thì gắp một miếng thịt bò nướng, lát mỡ nhỏ, một vài con tôm, ít giá bỏ vào một nửa phần bánh, dùng đũa lật phần bánh còn lại úp lên thành hình bán nguyệt lật bánh cho vàng đều hai bên, xong bày ra đĩa. Bánh ngon một phần nhờ nước lèo, được chế biến rất cầu kỳ với hàng chục nguyên liệu như bột báng, gan lợn, mè (vừng), lạc rang...
- Các loại bánh khác: bánh in, bánh bột lọc, bánh nậm, bánh xu xê, bánh ướt nhân tôm, bánh ướt nhân thịt...Bánh Huế thường được làm nhỏ và mỏng, tạo các hình hoa trái, làm cho người ăn khi nhìn đã thích thú và muốn thưởng thức.

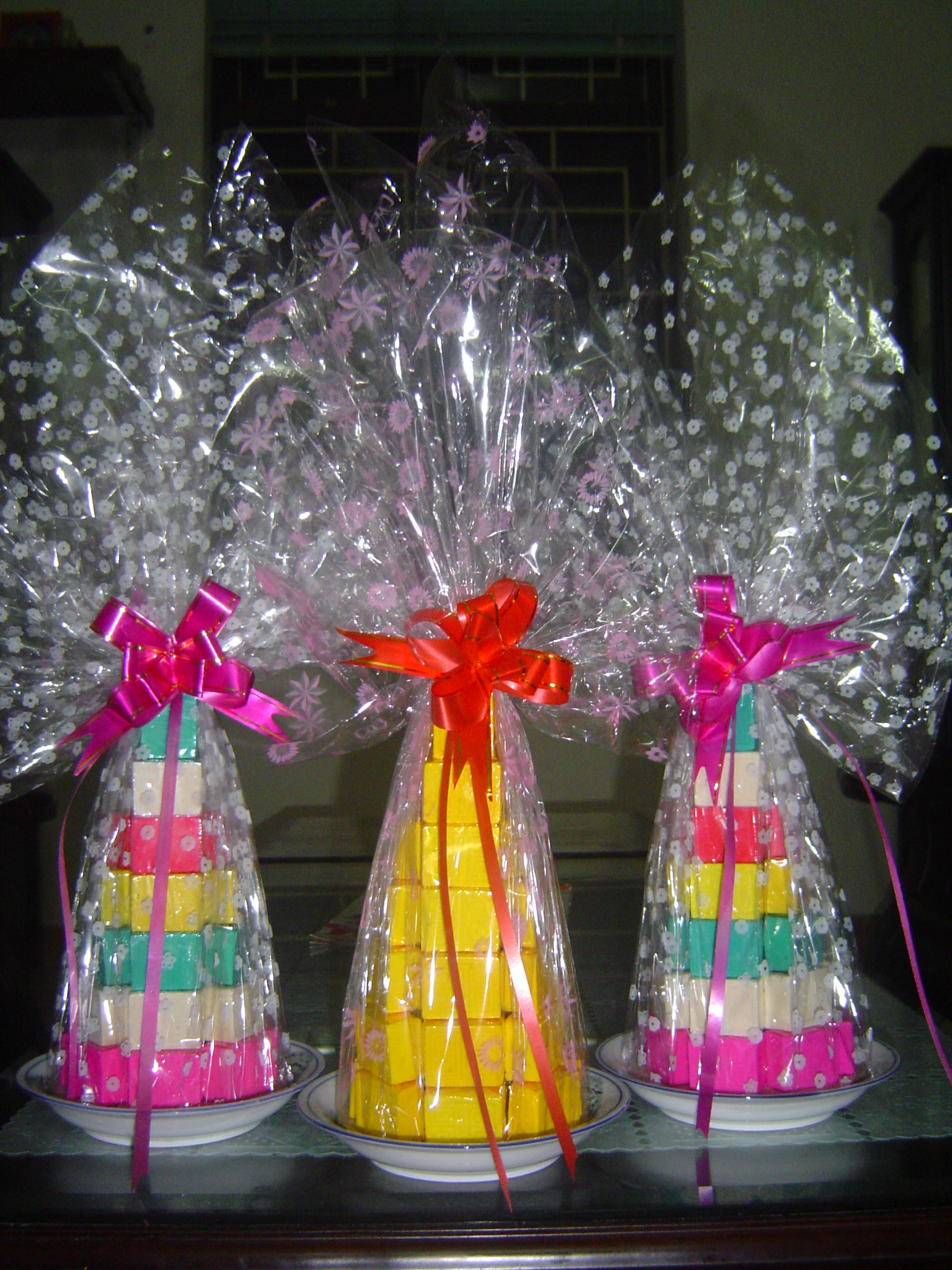
Bánh in làm bằng bột bình tinh, đường và tạo hình bằng khuôn in. Người Huế dùng để thờ cúng và cũng có thể để ăn

- Tôm chua: được làm từ những con tôm nước lợ tươi, tôm được ngắt đầu, rửa sạch, ngâm một lát trong rượu. Sau đó vớt ra để ráo, trộn đều với các thứ phụ gia: riềng, tỏi, ớt đỏ, măng non, xôi nếp, nước mắm ngon. Quá trình ủ tôm kéo dài từ 7-10 ngày, có thể chôn xuống đất để giữ nhiệt độ ổn định cho quá trình lên men. Nhiệt độ càng ổn định, tôm càng thơm, càng ngọt. Thưởng thức tôm chua phải có 3 thứ cơ bản đi liền nhau: thịt heo phay (ba chỉ) thái mỏng-tôm chua-dưa giá. Ngoài ra còn có quả vả hoặc chuối chát, khế chua thái mỏng cùng rau quế, ớt tươi.
- Các loại chè Huế: Huế có tới hàng chục loại chè khác nhau, mỗi loại chè có một hương vị đặc biệt riêng. Có những loại cầu kỳ như chè hạt sen, chè nhãn bọc hạt sen, chè hạt lựu, chè thịt quay, chè môn sáp vàng, chè bông cau... Một số chè bình dân như: chè bắp, chè trôi nước, chè kê, chè khoai sọ, chè đậu ván, chè bột lọc, chè đậu xanh, chè đậu đỏ, chè thập cẩm, chè khoai môn, chè khoai mài, chè hột é...
- Kẹo Huế: kẹo cau, kẹo gừng, mè xửng là những thứ kẹo mà trẻ em thường thích ăn. Kẹo đậu phụng là kẹo làm từ mạch nha đen đổ trên bánh tráng tròn, ở giữa có đậu phụng rang còn nguyên vỏ mỏng màu đỏ gạch; thường được cắt thành từng miếng nhỏ hình tam giác. Kẹo Mè xửng là thứ kẹo ngọt dẻo, được làm từ mạch nha pha trộn lẫn với dầu phụng, có mè bao phủ, được cắt từng miếng vuông nhỏ gói trong hộp. Các tiệm mè xửng nổi tiếng hồi xưa thường tụ tập ở đầu cầu Đông Ba, nổi tiếng nhất là mè xửng Thuận Hưng, mè xửng Song Hỷ...Kẹo mè xửng là một trong những đặc sản đã trở thành biểu tượng văn hóa của Huế. Giờ có cả mè xửng giòn.
- Lọm chuối: cốt lõi thân chuối. Thân chuối sau khi cắt bỏ phần ngoài để xắt cho heo ăn, cốt lõi của thân chuối được xắt ra lát mỏng ra rồi đem ướp muối để làm dưa, gọi là dưa chuối, thường để dành khi ăn trời bão lụt. Dưa chuối trộn với dưa kiệu, chấm với ruốc hoặc với nước tôm kho đánh ăn lúc trời lụt.
- Môn: dùng để nấu canh ăn sau khi bóc vỏ hoặc làm dưa. Củ cũng được đào lên để nấu chè hay nấu cháo. Đôi khi ăn hay ngứa. Có nhiều loại môn: môn sáp, môn ngọt, môn nưa...

## Thơ ca về ẩm thực Huế
- Thực phổ bách thiên: là một tập thơ gồm 100 bài thơ thất ngôn tứ tuyệt do Nhất phẩm phu nhân Hiệp tá Đại học sĩ Hồng Khẳng, nhũ danh Trương Đăng Thị Bích, tự Tỷ Quê sáng tác vào những năm cuối thế kỷ 19 là một trong những cẩm nang nấu ăn của người Huế. Bài Chả bông bí viết:

Bông mai ướm nở hái nay vừa
Tước cọng xoi tim cuống phải chừa
Tôm quết gia màu dồi nhận lại
Chiên lần những trứng lửa bưa bưa
Bài Rau khoai muống luộc viết:
Rau khoai muống luộc đọt non non
Rửa sạch đều rồi bó lại tròn
Lửa đỏ nước sôi vào cọng trước
Coi vừa chín vớt ấy xanh ngon